# Akhtetar
Akhtetar (persiska: اَختِتَر, اختتر) är en ort i Iran.   Den ligger i provinsen Västazarbaijan, i den nordvästra delen av landet, 500 km väster om huvudstaden Teheran. Akhtetar ligger 1 462 meter över havet och antalet invånare är 339.
Terrängen runt Akhtetar är platt norrut, men söderut är den kuperad. Runt Akhtetar är det ganska tätbefolkat, med 155 invånare per kvadratkilometer. Närmaste större samhälle är Būkān, 8,6 km öster om Akhtetar. Trakten runt Akhtetar består i huvudsak av gräsmarker.